# Совет министров Бурятской АССР
Совет Министров Бурятской АССР (до 1958 — Совет Министров Бурят-Монгольской АССР) — высший орган исполнительной власти Бурятской АССР.
Образован 10 декабря 1923 года как Совет Народных Комиссаров Бурят-Монгольской АССР. Включал наркоматы:  1. Внутренних дел, 2. Юстиции, 3. Просвещения, 4. Здравоохранения, 5. Земледелия, 6. Труда (ликвидирован в 1933 году), 7. Финансов, 8. Совет Народного хозяйства (ликвидирован в 1962 году), 9. Рабоче-Крестьянской инспекции (ликвидирован
в 1934 году). Кроме того, создавался Бурят-Монгольский Военный Комиссариат.
18 марта 1946 года в результате принятия Закона о преобразовании Совета Народных Комиссаров СССР в Совет Министров СССР наркоматы были ликвидированы, а их функции перешли к министерствам, Совет Народных Комиссаров преобразован в Совет Министров Бурят-Монгольской АССР.
В 1991 году Совет Министров республики преобразован в Правительство Республики Бурятия.

## Руководители
- 10 декабря 1923 г. — 8 сентября 1927 г. — Михей Ербанов
- 8 сентября 1927 г. — апрель 1929 г. — Кузьма Ильин
- 11 апреля 1929 г. — октябрь 1937 г. — Дажуп Доржиев
- октября — ноябрь 1937 г. — Гомбо Бельгаев
- ноября 1937 г. — 27 декабря 1948 г. — Соломон Иванов
- 27 декабря 1948 г. — 13 января 1950 г. — Капитон Винтовкин
- 13 января 1950 г. — 17 марта 1951 г. — Соломон Иванов
- 17 марта 1951 г. — 4 января 1954 г. — Доржи Цыремпилон
- 4 января 1954 г. — 17 января 1958 г. — Даниил Болхосоев
- 17 января 1958 г. — 24 ноября 1960 г. — Василий Филиппов
- 24 ноября 1960 г. — июнь 1962 г. — Андрей Модогоев
- июня 1962 г. — 1967 г. — Константин Барьядаев
- 1967 г. — 9 марта 1977 г. — Николай Пивоваров
- 9 марта 1977 г. — июнь 1987 г. — Владимир Саганов
- июня 1987 г. — 19 апреля 1990 г. — Сергей Булдаев
- апреля 1990 г. — 1991 г. — Владимир Саганов